# Дьорд Молнар
Дьорд Молнар (на унгарски: György Molnár) e унгарски китарист, композитор, по прякор Elefánt (Слона), носител на наградите Кошут и Ференец Лист, член на групата Омега.

## Неговата кариера
Първата му група е Decca, където свири с Чарли Хорват, между другото. През 1967 г. членове на Омега го забелязват на концерт край езерото Балатон и след напускането на техния китарист Адраш Ковашич, Георг Молнар е поканен да го замести. (И Ковашич се присъединява към Decca, която малко след това променя името си на Olympia, т.е. двамата музиканти си разменят местата.) Неговото членство датира от 2 септември, първият сингъл, записан с него, е Az zazenta az anyukám / Rózsafák.
В Омега той получава добре познатия прякор Слона, който си спечелва с това, че енергичното му свирене на китара е станало жертва на скъп вносен микрофон („Слонът в магазина за порцелан“).
Първата му композиция е песента Tűvihar през 1969 г., но той се развива истински като композитор от 1971 г., след напускането на Габор Пресер. Той пише песни като The Sad Story, 200 Years After the Last War, Fragile Momentum, Omegaauto, The Bird, The Magician или Until You Live (в албуми 7 – 13, поради колективното авторство, не е сигурно какви са неговите композиции).
Вместо виртуозно свирене, свиренето му на китара се характеризира с изпипаност и специалната атмосфера на неговите сола. Той има възможността да покаже това главно в песните на Омега от 70-те (хардрок, космически рок). От 1994 г. до 2007 г. и отново от 2012 г., постоянният сътрудник Тамаш Шекерез свири повече в студийните записи и на концертите, той поема много предишни сола, но определени песни са немислими без уникалния стил на „Слона“. А китарният дует на двамата в песента „Луд час“ е един от акцентите на концертите. През 2009 г. той отново свири като единствен китарист след дълго време на концерта във Варшава, този състав продължава до 2012 – 13 г. През април 2009 г. заедно с Янош Кобор той участва като гост на концертите на Скорпиънс в Будапеща и Kassia, а през 2014 г. на съвместния концерт на двете групи на Площада на героите участват и в блока на Скорпиънс.
Той не участва в симфоничните продукции, базирани на песни на Омега (Omega Symphony & Rhapsódia, Omega Oratorio), но също така се присъединява към турнето Omega Beatmise, което започва през 2015 г. Оттогава той отново свири в Омега, въпреки че не посещава някои от чуждестранните концерти (предимно тези в Германия) с групата си.
През 1989 г. прави първия си солов албум, озаглавен „Разбита връзка“ . Той не само свири на китара и композира музиката за всички песни, но и сам изпя повечето от тях и написа текстовете на някои от тях. През 2013 г. той поставя музика на стихотворението на Юдит Полгар Zikcakk sakk, което има за цел да популяризира шаха за деца. Друг солов албум, Omega Red Fighter, е издаден през 2015 г. През 2016 г. той основава нова група, наречена Omega Elefánt Band, но тя работи само за няколко изпълнения. През септември 2019 г., по повод 70-ия си рожден ден, той издава две нови песни „Дай ми още един ден“ и инструментала Genesis е издаден на макси CD.
През ноември 2021 г. той обявява, че смята да напусне Омега след юбилейния концерт по случай 60-годишнината на групата. Той мотивира решението си с липсата на завършеност на отбора. Поради смъртта на Янош Кобор през декември 2021 г., вместо концерта за 60-ата годишнина, през август 2022 г. в Őriszentpéter се провежда тридневен мемориален концерт. На втория ден Георг Молнар се появява на финала на концерта на групата Omega Testamentum. Според негови изявления това е последният път, когато е стъпил на сцената като член на Омега.

## Личният му живот
Той има три деца: Зита (1984), Алмос (2007) и Заранд (2009). Зита е родена от предишния му брак, а момчетата от настоящата му съпруга Хенриет Кис. Областта на нейните интереси е изследването на екологични източници на енергия.

## Дискография

### С Omega
- Trombitás Frédi és a rettenetes emberek (1968)
- Tízezer lépés (1969)
- Éjszakai országút (1970)
- Élő Omega (1972)
- Omega 5 (1973)
- Omega 6 – Nem tudom a neved (1975)
- Omega 7 – Időrabló (1977)
- Omega 8 – Csillagok útján (1978)
- Gammapolis (1979)
- Omega 10 – Az arc (1981)
- Omega 11 (1982)
- Omega 12 – A Föld árnyékos oldalán (1986)
- Omega 13 – Babylon (1987)
- Trans and Dance (1995)
- Omega 15 – Egy életre szól (1998)
- Égi jel: Omega (2006)
- Testamentum (2020)

### С Szólóalbumok
- Megszakadt kapcsolat (1989)
- Omega Red Fighter (2015)

### С Szólókislemez
- Adj még egy napot (2019)

### С Közreműködések
- Erik – Színes varázslat (1988)